# Електричне гальмування

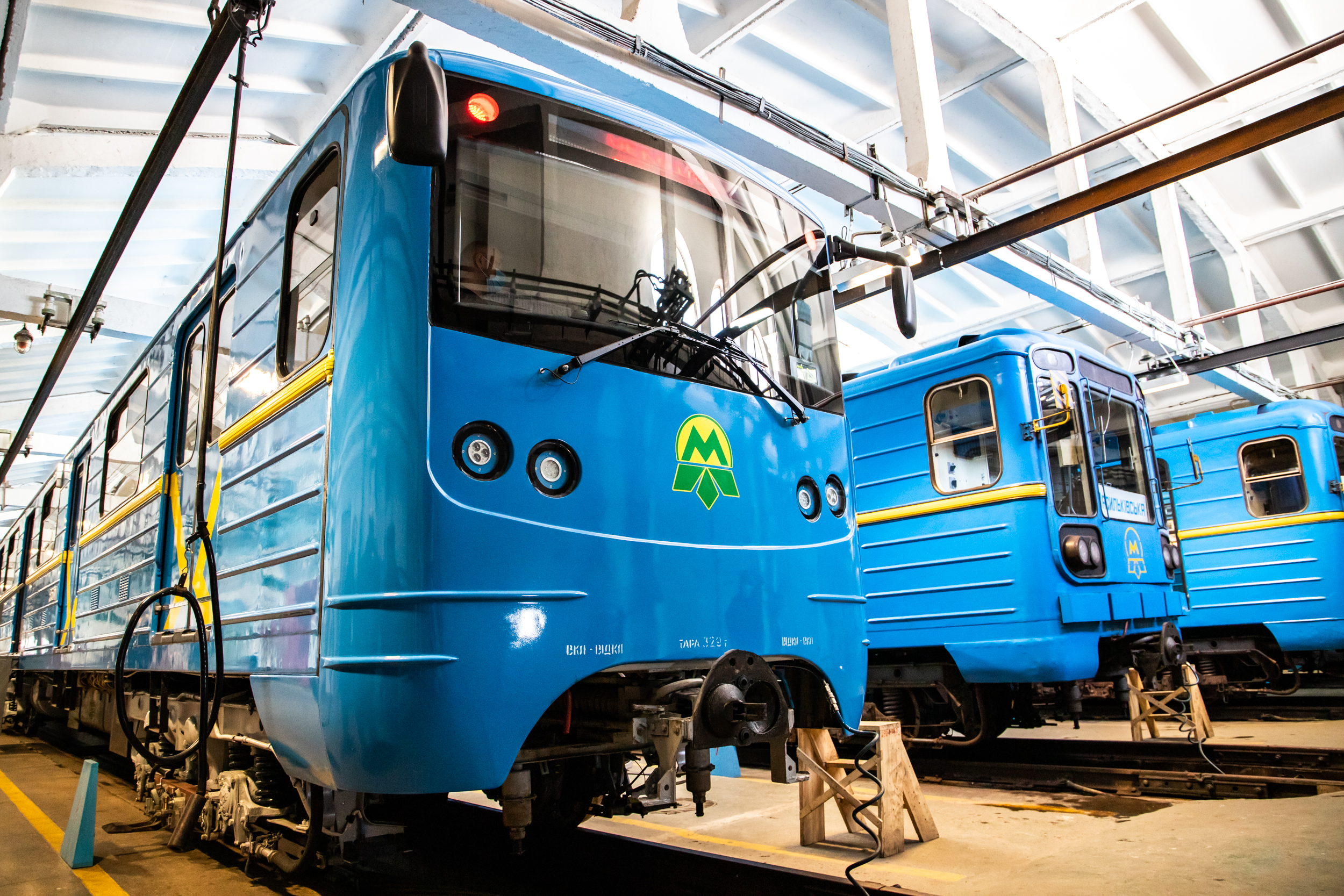
81-717КМ/714КМ — метропоїзд обладнаний електрично-реостатним гальмом

Електричне гальмування (динамічне гальмування, динамічне гальмо) — вид гальмування, при якому гальмівний ефект досягається за рахунок перетворення кінетичної і потенціальної енергії транспортного засобу (поїзд, тролейбус і т. д.) в електричну. Цей вид гальмування заснований на таких властивостях тягових електродвигунів, як «обернення», тобто можливість їхньої роботи як генераторів.

## Типи
За перетворенням отриманої електроенергії розрізняють:
- реостатне гальмування: електрична енергія перетворюється в теплову в гальмівних резисторах;
- рекуперативне: електрична енергія повертається в контактну мережу, або заряджає тягові акумулятори);
- їхнє поєднання — рекуперативно-реостатне гальмування;
- реверсивне гальмування — гальмування протиструмом.
- динамічне гальмування, при якому обмотка статора асинхронного двигуна відключається від мережі змінного струму і включається  на постійну напругу.

## Застосування
Електричне гальмування отримало широке застосування практично на всіх видах електротранспорту: від високошвидкісних електропоїздів до маневрових тепловозів, на трамваях, тролейбусах, метрополітені і навіть на багатьох кранах.